# Vereinigung Kunstschaffender Oberösterreichs – bvoö
Die Vereinigung Kunstschaffender Oberösterreichs – bvoö (seit 2021 Die Kunstschaffenden) wurde 1945 als Berufsvereinigung bildender Künstler (Sektion Oberösterreich) – BVOÖ gegründet.
Die Vereinigung Kunstschaffender versteht sich als unabhängige Plattform für zeitgenössische Kunst. Der Verein präsentiert jährlich zehn Ausstellungen aus den Bereichen Malerei, Zeichnung, Bildhauerei, neue Medien sowie medienübergreifende Projekte.
Der Verein hat seine Galerie im Ursulinenhof, im OÖ Kulturquartier in Linz.

## Geschichte

### Vereinsgeschichte
Nach der Gründung der Berufsvereinigung der bildenden Künstler Österreichs unmittelbar nach dem Zweiten Weltkrieg im Juli 1945 in Wien wurde die Bildung eines Landesverbandes für Oberösterreich initiiert. Die Künstlervereinigung wurde am 20. Dezember 1945 als Berufsvereinigung bildender Künstler (Sektion Oberösterreich) – BVOÖ gegründet, um Künstlern die Weiterarbeit nach dem Krieg zu ermöglichen. Die Gründungsversammlung fand im Alten Linzer Rathaus am 30. Januar 1946 statt. Neben der Organisation von Ausstellungen zählte auch die Unterstützung von Kunstschaffenden in Notsituationen zu den Aufgaben des Vereins.
Als Räumlichkeiten stand zunächst die Wohnung des ersten Präsidenten Hans Strigl zur Verfügung. Danach wurde der Standort mehrmals gewechselt. In dem 1974 bezogenen Galerierraum im Ursulinenhof werden seither Einzel-, Gruppen- sowie Themenausstellungen präsentiert. Seit 2012 ist die Vereinigung Teil des OÖ Kulturquartiers.
Die bis 2014 verwendete Bezeichnung Berufsvereinigung Bildender Künstler Oberösterreichs – BVOÖ wurde durch den neuen Namen Vereinigung Kunstschaffender Oberösterreichs – bvoö ersetzt. Der Verein scheint nicht mehr als Landesverband der Berufsvereinigung bildender Künstler Österreichs auf.
In der jährlich erscheinenden Publikation werden Ausstellungen und Projekte dokumentiert. Einige Ausstellungen werden von Katalogen begleitet.

### Vereinsnamen
- 1945–2014 Berufsvereinigung bildender Künstler (Sektion Oberösterreich) – BVOÖ
- 2015–2020 Vereinigung Kunstschaffender Oberösterreichs – bvoö[7]
- seit 2021 Die Kunstschaffenden[1]

## Präsidenten
Liste der Vereinsvorsitzenden:
- 1945–1950 Hans Strigl (Gründungspräsident)
- 1950–1952 Rudof Steinbüchler
- 1952–1967 Rudolf Schüller
- 1968–1984 Josef Schnetzer
- 1984–2000 Karl Kaineder
- 2000–2012 Robert Oltay
- 2012–2015 Eckart Sonnleitner
- 2015–2021 Katharina Acht
- seit 2021 Elke Punkt Fleisch und Georg Wilbertz (Doppelleitung)[1]

## Mitglieder
Aktuell sind etwa 140 Kunstschaffende aus verschiedenen Kunstsparten Mitglieder des Vereins.
Mitglieder (Auswahl)
Therese Eisenmann, Gerhard Haderer, Alois Lindenbauer, Martin Staufner, Karl Grausgruber, Charlotte Wiesmann, Alexander Fasekasch, Katharina Acht, Susanne Purviance, Christa Pitschmann, Eckart Sonnleitner, Erich Spindler, Robert Oltay, Veronika Merl, Robert Moser, Violetta Wakolbinger, Marie-José Gröger van Meurs, Marlene Schröder, Leonhard Lehmann, Claudia Steiner, Markus Riebe, Johannes Angerbauer-Goldhof, Kurt Augustin, Laszlo Bota, Gerhard Doppelhammer, Alfred Flattinger, Monika Hinterberger, Helmut W. Hundstorfer, Wolfgang Kirchmayr, Helmut Kolar, Manfred Koutek, Peter Kuba, Christoph Luckeneder, Markus Miksch, Elisabeth Vera Rathenböck, Helga Schager, Harald Birklhuber, Felix Dieckmann, Andrea Edler-Mihlan, Herwig Geroldinger, Monika Hinterberger, Edgar Holzknecht, Klaus Ludwig Kerstinger, Evelyn Kreinecker, Antonia Riederer, Birgit Schweiger, Tom Strobl, Silvia Sun, Doris Walaschek, Bibiana Weber, Ingrid Wurzinger.
verstorbene Mitglieder (Auswahl)
Alfred Kubin, Vilma Eckl, Anton Lutz, Anna Mutter, Fanny Newald, Karl Kaineder, Alfred Stifter, Prasthan Dachauer, Matthäus Fellinger, Leo Gerger, Franz Schicker, Helmut Michael Berger, Walter Kreindl, Thomas Pühringer, Herbert Friedl, Elfe Koplinger, Wolfgang Hemelmayr.